# 政府採購法 (中華民國)
《政府採購法》簡稱《採購法》，是一部中華民國法律，於1998年通過並頒布，於1999年施行。內容包括總則、招標、決標、履約管理、驗收、爭議處理、罰則、附則共八章114條 另依政府採購法第一百十三條規定訂定政府採購法施行細則共七章113條。

## 歷程
過去中華民國的政府采购制度建構在審計稽察制度之下，各機關營繕工程及購置定製財物業務，係以審計部主管之《審計法》、《審計法施行細則》及《機關營繕工程暨購置定製變賣財物稽察條例》（簡稱「稽察條例」）為各機關辦理採購行政作業的主要依據，至於勞務採購，則僅以
行政命令作為各機關辦理之規範。
在中華民國以「臺澎金馬個別關稅領域」名義申請加入「世界贸易组织」之諮商過程中，各國亦以現行政府採購法規及制度不夠健全、開放為由，堅持臺灣必須簽署該組織之「政府採購協定」（Agreement on Government Procurement，簡稱「GPA」），方支持臺灣入會，而簽署此一協定之前，亦有先完成與其配合之國內立法必要。
基於上述國內外因素之考量，政府有必要從宏觀角度，訂定一套順應時代潮流，且符合國際社會要求之政府採購基本法律，以營造一公開、透明、公平、競爭、有效率、分層負責而且兼具興利防弊之政府採購制度。因此行政院公共工程委員會爰審酌當時政府採購制度之規定、國際採購制度之規範及政府環境、社會經濟之實際狀況與需求，研擬完成「政府採購法草案」。其後歷經85次與學者、專家、顧問之討論會及說明會，36次審查會議，並經立法院8次聯席審查會及多次黨團協商，終至1998年5月1日完成三讀，李登輝總統於同年5月27日公布施行。
經過2001年、2002年、2007年、2011年、2015年、2019年修正，政府採購法規範了臺灣官方主導之工程、財物及勞務等採購作業，也嚴格限制政府機構於工程定作、財物買受、定製、承租及勞務之委任或僱傭等行政行為時的行為規範。

## 備註
1. ↑  其中2002年刪除第69條並增訂第85-1～85-4、93-1條；2006年增訂第73-1條；2009年增訂第11-1、26-1、70-1條，現行條文為122條。